# Camellón

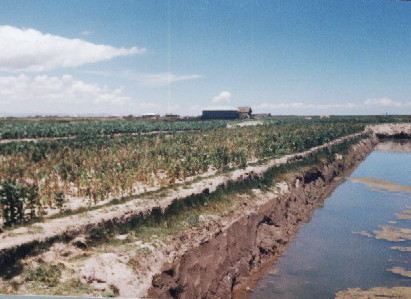
Camellón ou Waru waru.

Os Camellones (também conhecidos como Waru waru) são um tipo de disposição de solo na planície circundante ao lago Titicaca, onde existem extensas áreas que são periodicamente inundadas devido às variações estacionais normais do nível das águas do lago.
Consiste basicamente em criar áreas de terrenos cultiváveis mais elevadas utilizando os solos vizinhos (os quais estarão sempre inundados), permitindo o cultivo da parte elevada (que estará sempre acima do nível da água).

## Origem dos camellones
As escavações arqueológicas realizadas entre 1981 e 1986 indicam que: 
- a agricultura dos camellones aparece relativamente cedo na região do Lago Titicaca;
- embora intensiva em termos de frequência de cultivo e taxas elevadas de produção, o uso intensivo de mão-de-obra não é uma condição indispensável para o sistema de cultivo;
- as produções sustentadas a longo prazo com baixa aplicação total de mão-de-obra fazem deste um sistema agrícola muito eficiente;
- a construção e o manejo dos camellones estão ao alcance de cada núcleo familiar rural e dos grupos sociais organizados a nível da localidade.

Pode-se definir duas fases no uso e implementação desta prática cultural: 
- Fase I: que se iniciou provavelmente antes do 100 a. C. e terminou aproximadamente em 400 d. C., associando-se com as culturas agrícolas antigas da bacia do Titicaca e com a posterior cultura Pucará;
- Fase II:  que começou aproximadamente em 1000 d. C. e terminou em 1450 d. C., e se associou com os Senhorios Aymaras.

Discute-se que o sistema agrícola de camellones se desenvolveu como consequência de uma economia orientada a terras inundáveis, similar àquela praticada pelo grupo étnico Uro, mencionado na literatura colonial e etnográfica. Esta economia proporcionou uma base rica e estável para a ocupação sedentária inicial das águas pouco profundas do lago e uma pré-adaptação para o sistema agrícola dos camellones.
Em torno do Lago Titicaca ainda é possível observar zonas com traços dos antigos Waru warus. Algumas comunidades locais, geralmente com apoio de programas de cooperação tentam recuperar estas práticas culturais com um sucesso relativo.

## Efeitos dos camellones
Um benefício importante e amplamente reconhecido deste sistema de manejo no altiplano é sua contribuição à mitigação de geadas noturnas durante a cultivo agrícola. Os resultados experimentais evidenciam um valor mais elevado da temperatura da água utilizada no cultivo sobre as plataformas e uma temperatura de cultivo sempre maior (1 a 2 °C) nos camellones do que no Pampa.